# Rodolfo Halffter
Rodolfo Halffter Escriche (Madrid, 20 ottobre 1900 – Città del Messico, 14 ottobre 1987) è stato un compositore e direttore d'orchestra spagnolo naturalizzato messicano, rispettivamente fratello e zio di Ernesto e Cristóbal Halffter, altri due importanti compositori.

## Biografia
Di padre tedesco e madre catalana, fu proprio quest'ultima ad avvicinarlo alla musica insieme con suo fratello Ernesto di 5 anni più piccolo di lui. I suoi studi sono stati per lo più autodidatti (anche se è da segnalare che, ancora una volta insieme al fratello, per un periodo ha studiato con Manuel de Falla). Intorno agli anni trenta diventa una figura centrale nella vita intellettuale in fermento a Madrid, prendendo parte al Grupo de los Ocho (generazione del '27), volto a combattere la musica accademia in favore ai nuovi traguardi raggiunti dalla "nuova musica" di compositori quali Claude Debussy, Arnold Schönberg, Maurice Ravel e Béla Bartók. Proprio in questo periodo di grande attività, il compositore, che a differenza del fratello sosteneva il partito repubblicano, fu mandato in esilio nel 1939 in Messico a seguito della vittoria di Francisco Franco nella Guerra civile spagnola; in Spagna tornerà più volte, ma non prima del 1963. Insegna al Conservatorio Nacional de Música de México, lavorando con altri importanti compositori come Carlos Chávez; a partire dal 1953 inizia anche ad abbracciare il serialismo (da molti è considerato il padre del serialismo messicano).

## Opere selezionate
- Canciones sobre Marinero en Tierra su testo di Rafael Alberti
- Don Lindo de Almería (1936)
- Dos sonatas de El Escorial (1930)
- Tres Epitafios, (para las sepulturas de Don Quijote, Dulcinea y Sancho Panza), corale su testo di Miguel de Cervantes
- Concierto para violín y orquesta (1939-41; rev. 1953)

## Filmografia
- La dea inginocchiata (La diosa arrodillada), regia di Roberto Gavaldón (1947)
- L'idolo vivente (The Living Idol), regia di René Cardona e Albert Lewin (1957)